# I'm in the Army Now
 (mai 2017).
Si vous disposez d'ouvrages ou d'articles de référence ou si vous connaissez des sites web de qualité traitant du thème abordé ici, merci de compléter l'article en donnant les références utiles à sa vérifiabilité et en les liant à la section « Notes et références ».
Pour plus de détails, voir Fiche technique et Distribution.
I'm in the Army Now est un dessin animé de Popeye réalisé par Dave Fleischer, mettant en scène Popeye et sorti en 1936.